# Assens
Assens és una ciutat danesa de l'illa de Fiònia a la costa del Petit Belt, és la capital del municipi d'Assens que forma part de la regió de Syddanmark, ambdós creats l'1 de gener del 2007 com a part d'una reforma territorial.

## Història
La ciutat apareix citada per primer cop a l'edat mitjana durant el regant de Valdemar II amb el nom de Asnæs al Llibre dels censos de Dinamarca (Liber Census Daniæ o Kong Valdemars Jordebog) del 1231. El nom significaria istme cobert de freixes.
El 1524 va obtenir la carta municipal concedida pel rei Frederic I, Pocs anys després la ciutat va ser gairebé totalment arrasada durant la Venjança del Comte (Grevens Fejde) i saquejada per les tropes del rei Cristià III després de la batalla d'Øksnebjerg, I poc després la muralla de la ciutat va ser enderrocada. Durant el regant de Cristià IV la ciutat va ser fortificada novament, amb muralles i fossats, però el 1658, durant les guerres amb Suècia, va ser assaltada i saquejada per les tropes sueques.
Durant l'edat mitjana Assens va ser el punt principal d'accés a Slesvig i, per tant un centre per al trànsit entre Copenhaguen i Hamburg. L'església de la ciutat, dedicada a la Mare de Déu (Vor Frue Kirke), data del segle XV i es caracteritza per la seva torre octagonal.
Durant el segle xix la ciutat es va desenvolupar de manera important amb la construcció de l'actual port el 1820, la xarxa de distribució de gas el 1855 i l'enllaç per ferrocarril amb Tommerup el 1884.
La construcció del pont sobre el Petit Belt a Middelfart, que va entrar en servei el 1935, va relegar Assens com a punt important per al trànsit entre Jutlàndia i Fiònia i el creixement de la ciutat es va estancar.